# Rocha (Uruguay)
Rocha è la capitale dell'omonimo dipartimento in Uruguay. Fu fondata nel 1793.